# Fredrik Brange
Fredrik Brange, född 11 maj 1990, är en svensk kvantfysiker och politiker (liberal).
Brange studerade vid Lunds universitet och avlade där doktorsexamen i fysik 2019. Han har varit ordförande för Liberalerna i Lund från 2021 till 2025. Han utsågs till partiets partisekreterare i juni 2025.